# Лэнгли, Элла
Элла Лэнгли (англ. Ella Langley) — американская певица, кантри-музыкант, автор и исполнитель, подписавшая контракт с Sony Music Nashville и Columbia Records. Её дебютный альбом Hungover был выпущен 2 августа 2024 года, получил положительные отзывы музыкальных критиков, вошёл в чарты Австралии, Великобритании, Канады и США, а также был включён в списки лучших кантри-альбомов года несколькими изданиями, включая Rolling Stone. В этот альбом вошёл её прорывной хит номер один «You Look Like You Love Me» с Райли Грином. Лэнгли получила награду Academy of Country Music Awards как лучшая новая исполнительница кантри 2024 года.

## Биография
Родилась 3 мая 1999 года в г. Хоуп-Халл в Алабаме (США).
Лэнгли выросла в музыкально настроенной семье вместе с двумя братьями и сестрой. Её раннее знакомство с музыкой произошло благодаря пению в местных баптистских церквях и неформальным джем-сейшенам в её общине. Она любила сидеть со своим дедушкой за пианино и петь «Frog Went a-Courting». После его смерти её отец в 14 лет заново настроил для неё свою гитару. В тот же вечер она сама научилась играть «Three Little Birds» Боба Марли. В 2016 году она впервые выступила на публике в своей средней школе, Академии Хупер, на шоу талантов. После этого она начала выступать в местных заведениях. Первоначально она была принята в Университет Трой (г. Трой), но затем перевелась в Обернский университет, чтобы изучать лесоводство.

### 2024-
Дебютный полноформатный студийный альбом Лэнгли Hungover вышел 2 августа 2024 года. Он дебютировал на 77-м месте в Billboard 200 и под номером 11 в чарте Billboard Top Country Albums. После выхода делюкс-издания «Still Hungover» 1 ноября 2024 года альбом вновь вошёл в Billboard 200 под номером 49. Среди нескольких промо-синглов, песня «You Look Like You Love Me» с Райли Грином получила значительную популярность после того, как стала вирусной на TikTok. Она стала её первым входом в Billboard Hot 100, дебютировав на 53-м месте под. Выпущенная на радио кантри 5 августа 2024 года, песня достигла своей вершины на 30 месте в Billboard Country Airplay, в итоге получив платиновый сертификат и достигнув номера один (первый её чарттоппер) — она стала единственной женщиной в 2024 году, достигшей этого рубежа.
В июне 2024 года Лэнгли объявила о проведении тура The Hungover Tour в поддержку своего дебютного альбома. Хедлайнерский тур Still Hungover Tour проходил с января по апрель 2025 года. Второй сингл с делюкс-альбома «Weren’t for the Wind» был выпущен на радио кантри 2 января 2025 года.
Дебютный сольный альбом Hungover (2024) вошёл в списки лучших кантри-альбомов года по версии нескольких изданий, включая Rolling Stone и Taste of Country.

## Артистизм
На Лэнгли оказали влияние рок, кантри и фолк. Когда она росла, её окружала музыка — классический рок и кантри в грузовике отца, новая волна 80-х и фолк в машине мамы. Она восхищается такими исполнителями, как Стиви Никс и Вилли Нельсон, за их откровенное, честное написание песен. Она сочетает влияние сатерн-рока, фолка и кантри, создавая сырое, аутентичное звучание, сформированное её музыкальным воспитанием.

## Дискография

### Студийные альбомы
| Название | Детали                                                                                     | Высшая позиция | Высшая позиция | Высшая позиция |
| Название | Детали                                                                                     | US             | US Country     | CAN            |
| -------- | ------------------------------------------------------------------------------------------ | -------------- | -------------- | -------------- |
| Hungover | - Дата релиза: 2 августа 2024 - Лейбл: Sawgod/Columbia - Формат: CD, цифровые загрузки, LP | 49             | 11             | 49             |

## Награды и номинации
| Год  | Номинируемая работа              | Категория                                                                | Результат | Ссылка |
| ---- | -------------------------------- | ------------------------------------------------------------------------ | --------- | ------ |
| 2024 | Academy of Country Music Awards  | Female Artist of the Year                                                | Номинация | [ 29 ] |
| 2024 | Academy of Country Music Awards  | New Female Artist of the Year                                            | Победа    | [ 29 ] |
| 2024 | Academy of Country Music Awards  | Single of the Year — «You Look Like You Love Me» (с Райли Грином)        | Победа    | [ 29 ] |
| 2024 | Academy of Country Music Awards  | Song of the Year — «You Look Like You Love Me» (с Райли Грином)          | Номинация | [ 29 ] |
| 2024 | Academy of Country Music Awards  | Musical Event of the Year — «You Look Like You Love Me» (с Райли Грином) | Победа    | [ 29 ] |
| 2024 | Academy of Country Music Awards  | Visual Media of the Year — «You Look Like You Love Me» (с Райли Грином)  | Победа    | [ 29 ] |
| 2025 | Country Music Association Awards | Musical Event of the Year — «You Look Like You Love Me» (с Райли Грином) | Победа    | [ 30 ] |